# Institutsgebäude Roter Graben 10

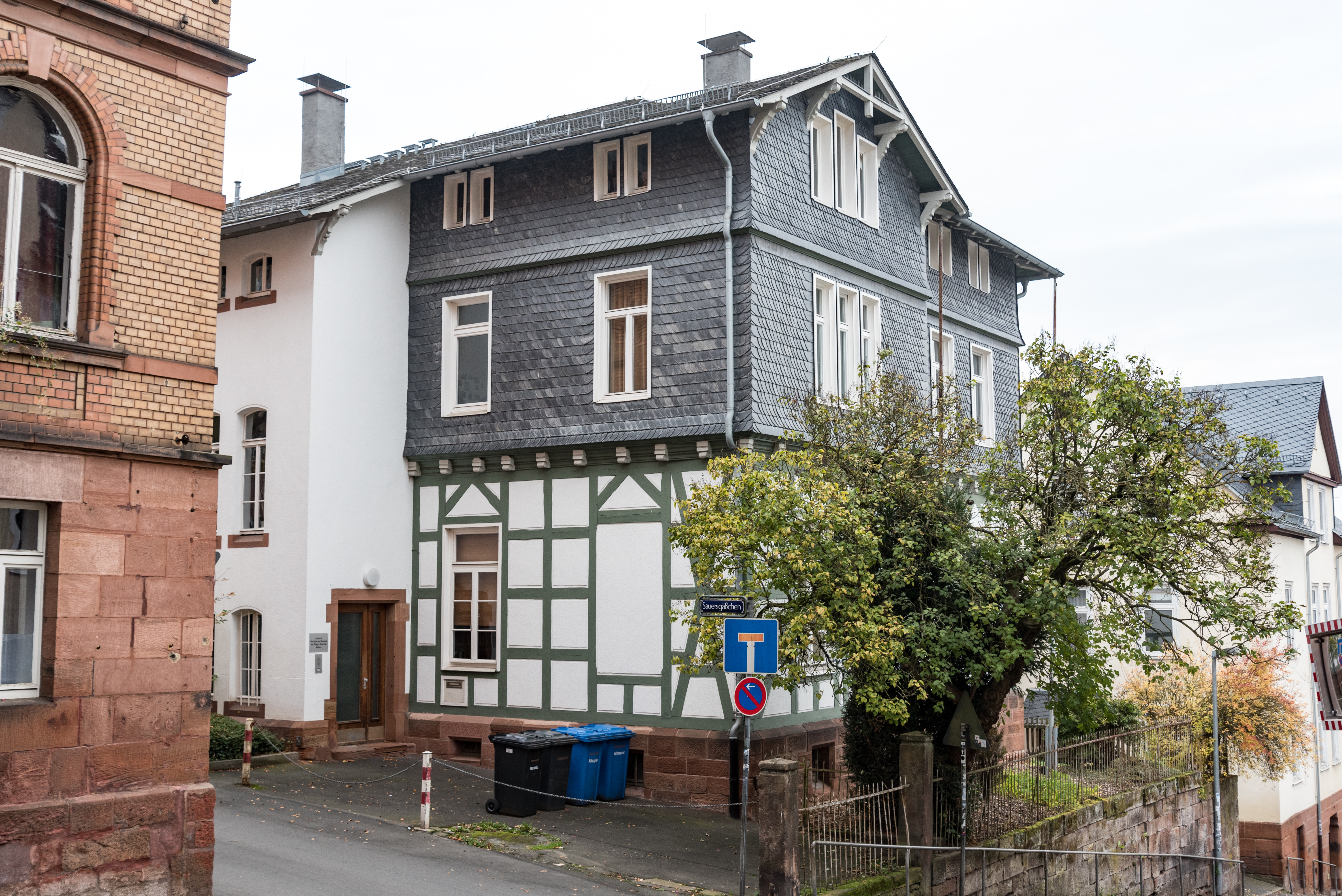
Das Gebäude

Das Institutsgebäude Roter Graben 10 in Marburg war ursprünglich als Fechthaus erbaut und wird heute vom Institut für Geschichte der Pharmazie der Philipps-Universität Marburg genutzt. Das Gebäude wurde 1878 errichtet und 1921 von der Universität übernommen. Im Laufe der Jahre wurde das Gebäude für verschiedene Institute und Zwecke umgebaut.

## Geschichte
Das Gebäude wurde 1878 nach den Entwürfen des Architekten W. Dauber als „Fechthaus“ für den Fechtmeister Christian Harms erbaut. Es war ursprünglich für den Fecht- und Tanzunterricht konzipiert, mit einem Fechtsaal im Erdgeschoss und einem Tanzsaal im Obergeschoss. Im Jahr 1921 wurde das Gebäude von der Universität Marburg gekauft, um es für den Fechtunterricht zu nutzen.
Nach dem Zweiten Weltkrieg wurden im Gebäude mehrere Umbauten vorgenommen, um es für wissenschaftliche und administrative Zwecke zu nutzen. Es beherbergte unter anderem das Soziologische Institut, das Archiv für Volkskunde, das Institut für Arbeitsrecht, die Ethnologische Sammlung und schließlich das Institut für Geschichte der Pharmazie. Im Jahr 1968 wurde das Gebäude mit einer neuen Zentralheizungsanlage ausgestattet und im Hof wurde ein Parkplatz mit einer Stützmauer angelegt.
Heute ist das Gebäude der Sitz des Institut für Geschichte der Pharmazie.

## Architektur
Das Gebäude wurde als zweigeschossiger Fachwerkbau über einem Sandsteinkellersockel errichtet. Es ist auf einem Grundstück von 642 m² angesiedelt und zeichnet sich durch ein flaches Walmdach aus. Der Bau besteht aus vier zu sechs Achsen. Die südlichen zwei Achsen sind als Risalit vorgezogen. Das Bauwerk wird durch Zwillings- und Drillingsfenster sowie einen Dreiecksgiebel mit Freigespärre an der östlichen Seite betont. Besonders auffällig sind die geschosshohen Andreaskreuze und die dreifach verriegelten Ständer des Fachwerks.

## Denkmalschutz
Das Gebäude steht aufgrund seiner historischen Bedeutung als ehemaliges Fechthaus und seiner Rolle in der Entwicklung der Universität Marburg unter Denkmalschutz. Es prägt den Straßenbeginn zum Renthof und gilt aus städtebaulichen und geschichtlichen Gründen als Kulturdenkmal.